# Wauwil
Wauwil – miejscowość i gmina w środkowej Szwajcarii, w kantonie Lucerna, w okręgu Willisau.

## Demografia
W Wauwil mieszka 2 475 osób. W 2021 roku 23,1% populacji gminy stanowiły osoby urodzone poza Szwajcarią. 